# 外西北

1900年的七河州

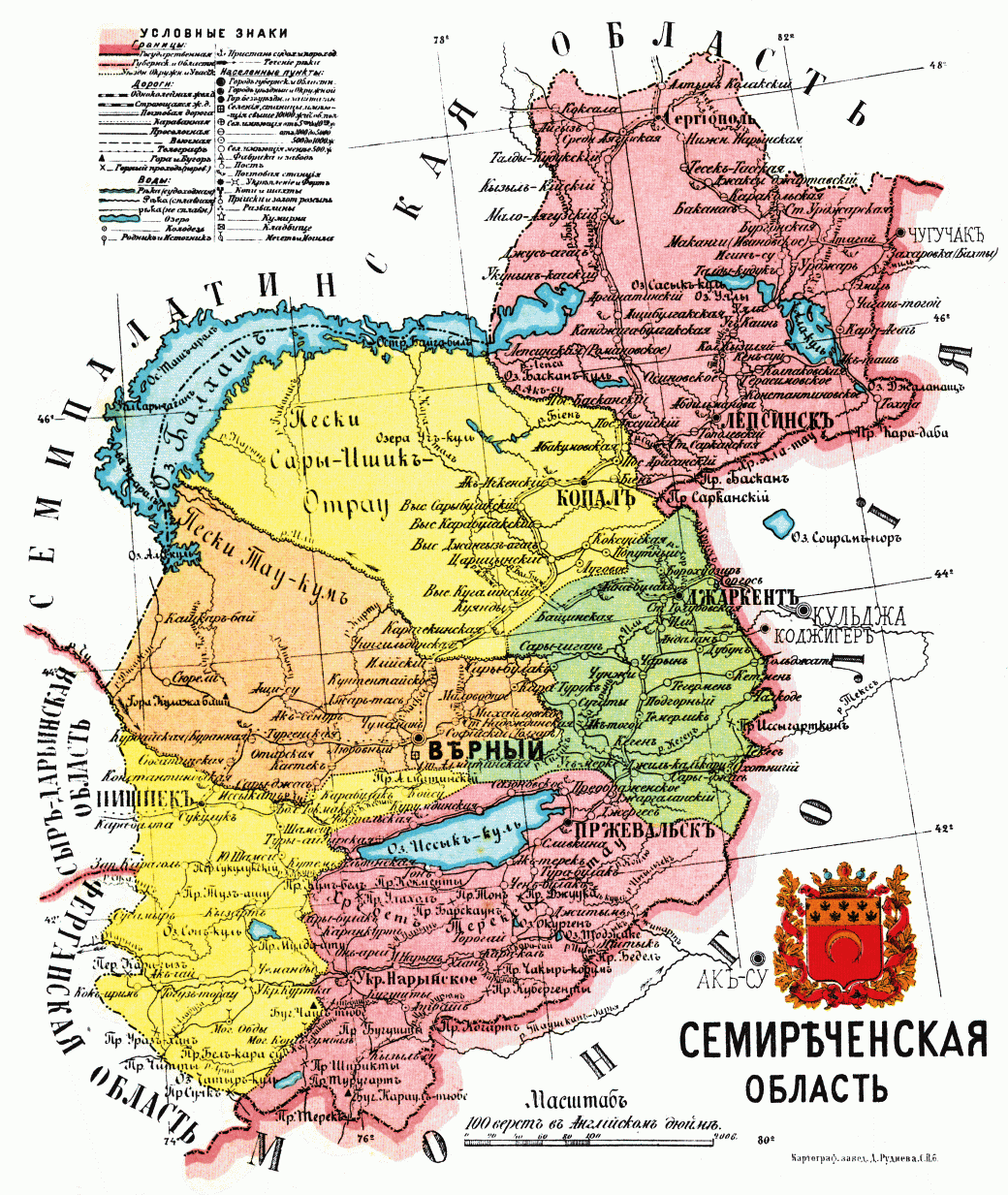
1913年的七河州行政區圖

中亞地區的柯本氣候分區，可以看到除了東南與中國接壤的外西北以及與伊朗接壤的克佩特山脈外，其他地區均為乾燥的沙漠氣候

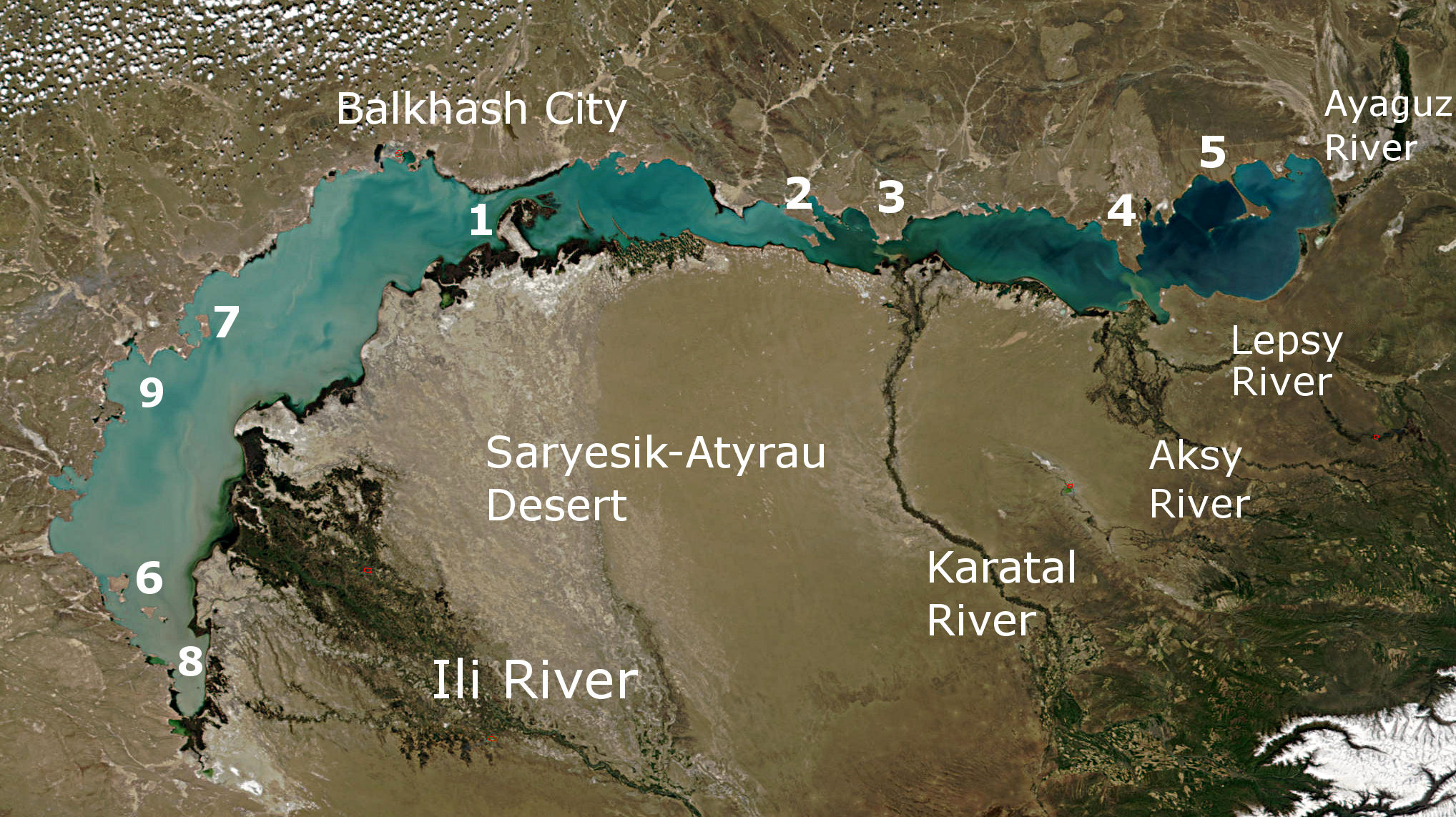
流向巴尔喀什湖的七条河现在尚存的五条河流

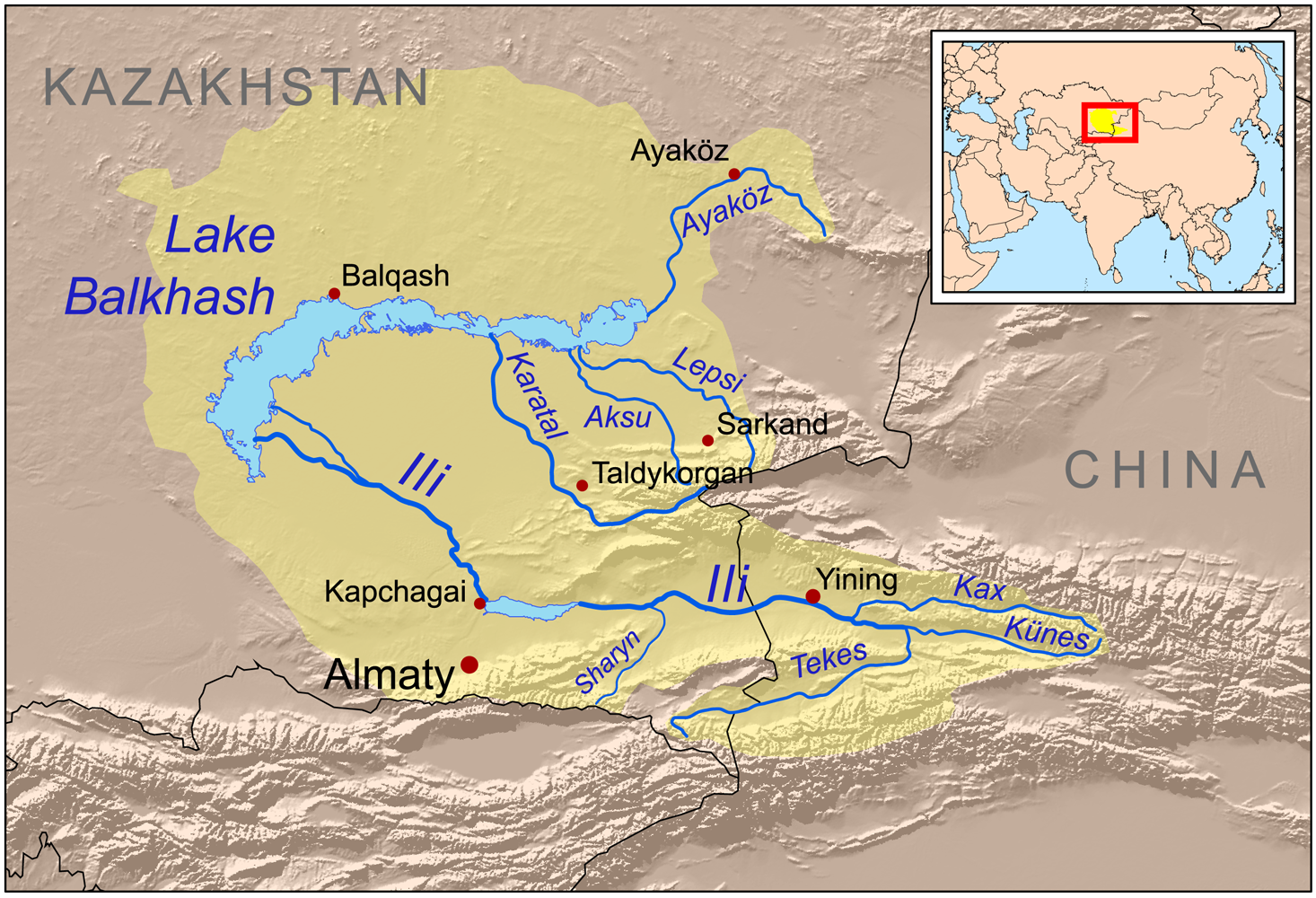
七河流域图，现在仅存五条河流

外西北（羅馬化：Semirechye，羅馬化：Jetisu）指沙俄以《中俄勘分西北界约记》、《塔城界约》、《塔城界约续约》、《伊犁条约》等一系列不平等条约，自大清割佔的一片面积超过50万平方公里的土地。外西北被割讓時，此地區北起外蒙古的唐努乌梁海十佐领，从沙俄的边堡乌斯季卡缅诺戈尔斯克，向西南走，到喀喇玛岭，再到楚克里克河，阿亞古斯河，再到巴尔喀什湖北岸，向西南走经过楚河，塔拉斯河上游地区。继续向南经过锡尔河上游的納倫河和卡拉達里亞河地区，到阿富汗的瓦罕走廊。
這些地方也是流向巴尔喀什湖的七条河流（伊犁河、卡拉塔尔河、阿克苏河、列普瑟河、阿亞古斯河及现在已经消失的Baskan河和Sarkand河）所在流域，包括巴尔喀什湖以南、中亚河中地区以东，以伊塞克湖及楚河为中心的周边地区，大致包含了今天哈薩克阿拉木图州、江布尔州和吉尔吉斯斯坦东部。因而在中亞，這些地區被稱為七河地區（羅馬化：Jëtisuw，羅馬化：Semiryechye）。
由於天山山脈的阻攔，水氣在此凝結、降落，使該地區成為了中亞少有的水草豐茂的宜居之地，主要湖泊有斋桑泊、阿拉湖、伊塞克湖、巴尔喀什湖等，河流有錫爾河、阿姆河、伊犁河、楚河等。該地區同時也是中亞人口最為密集、經濟產業活躍的地區。吉爾吉斯的首都比什凱克，與哈薩克前首都阿拉木图就位於此地區。

## 歷史
该地前后历经了八次由东向西的民族大迁徙，包括古月氏、古乌孙、北匈奴、突厥、葛逻禄、回鹘、契丹及瓦剌蒙古人。
秦时属塞人，蒙古草原上的匈奴人击走甘肃的月氏人后，月氏西迁至该地，将塞王击败，塞人南迁至今阿富汗、巴基斯坦，而大月氏占有七河地區。其后乌孙举族西迁，又将大月氏击走，大月氏南迁至今阿富汗，乌孙占有该地直至魏晋五胡十六国时期（首都赤谷城在伊塞克湖）。五胡十六国末，乌孙被柔然击败，西南迁至葱岭山中，北匈奴移居该地附近，在史册上称为悅般。
隋时属西突厥汗国，其汗庭千泉位于该地附近，唐时在该地修筑碎叶城，西陲的怛罗斯城也坐落于此处。中唐时游牧于阿尔泰山的三姓葛逻禄逐渐西迁于此，至晚唐时回鹘汗国灭亡，与部分移居该地的回鹘人建立喀喇汗国，其首都八剌沙衮坐落于该地，金时契丹人举族西迁建西辽，该地虎思斡鲁朵城为西辽都城，元时属窝阔台汗国和察合台汗國。1466年哈萨克人在七河西部建立哈薩克汗国，16世纪中期与东察合台汗国争夺此地，在16世纪中后期哈萨克和吉尔吉斯人夺得了整个七河地区。17世纪末世纪初准噶尔人侵入，直到1729年哈萨克人重新夺回。1757年准噶尔汗阿睦尔撒纳逃亡哈萨克躲避清朝，由此清朝与哈萨克发生冲突。富德，兆惠攻入七河，清军占了上风并与哈萨克苏丹签订了关于七河归属的协议。
1864年，俄羅斯帝國通过《中俄勘分西北界约记》割占外西北，建立了七河州，面积约402,200平方公里（其中的353,000平方公里现在属于哈萨克斯坦，其余部分属于吉尔吉斯斯坦）。
2010年2月，台北故宫博物院推出“失落的疆域——清季西北边界变迁条约舆图特展”，首次展出已于2007年解密的有关清代中俄边界划定的文献和地图等档案文献。

## 參看
- 外东北
- 外蒙古
- 沙俄割占中国领土
- 七河州
- 杰特苏州